# John Crowell (Politiker, 1780)
John Crowell (* 18. September 1780 in Crowells Crossroads, Halifax County, North Carolina; † 25. Juni 1846 in Fort Mitchell, Alabama) war ein US-amerikanischer Politiker (Demokratisch-Republikanische Partei).

## Werdegang
John Crowell besuchte die öffentlichen Schulen. Er zog 1815 in das Alabama-Territorium, wo er zum Bundesbeauftragten in Fragen der Muskogee-Indianer (Creek) ernannt wurde. Er ließ sich 1817 in St. Stephens nieder.
Crowell wurde als Delegierter für das Alabama-Territorium in den 15. US-Kongress gewählt und diente dort vom 29. Januar 1818 bis zum 3. März 1819. Als dann Alabama am 14. Dezember 1819 als 22. US-Bundesstaat in die Union aufgenommen wurde, wählte man ihn nun als Abgeordneten in den 16. US-Kongress, dem er vom 14. Dezember 1819 bis zum 3. März 1821 angehörte. Danach ernannte man ihn 1821 wieder zum Bundesbeauftragten in Fragen der Muskogee, die im westlichen Georgia und östlichen Alabama beheimatet waren. Er bekleidete diese Position bis zu seinem Umzug in das Indianer-Territorium 1836.